# Microschismus sceletias
Microschismus sceletias là một loài bướm đêm thuộc họ Alucitidae. Loài này có ở Nam Phi.